# ۸۵۵ (میلادی)

## رویدادها
- زمین‌لرزه ری. در سال ۲۴۱ ق زمین لرزه بزرگی در ری خانه‌های بسیاری را در آن منطقه ویران کرد و شمار زیادی تلفات به بار آورد. در قم و کاشان، لرزه با شدت حس شد و شاید هم قدری آسیب رساند پسلرزه‌ها مدتی ادامه داشت.